# Pinakotéka
Pinakotéka byl (výraz z řečtiny, Pinacoteca, Pinacotheca) původně název síně votivních (věnovaných) obrazů v křídle Propylejí na Akropoli. Od renesance se výraz používá pro veřejnou obrazárnu.

## Známé pinakotéky

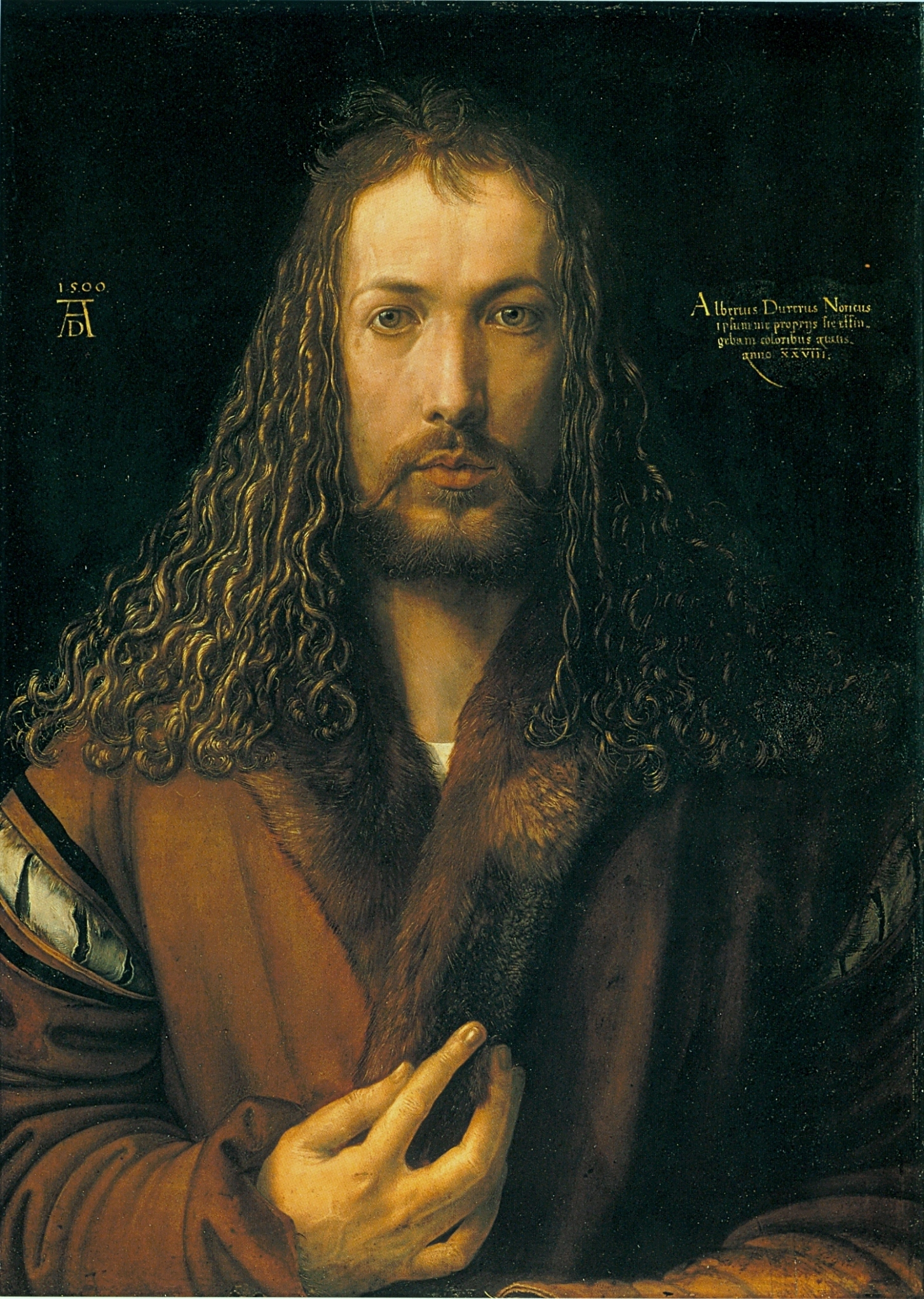
Albrecht Dürer: Autoportrét, 1500, ve Staré pinakotéce v Mnichově

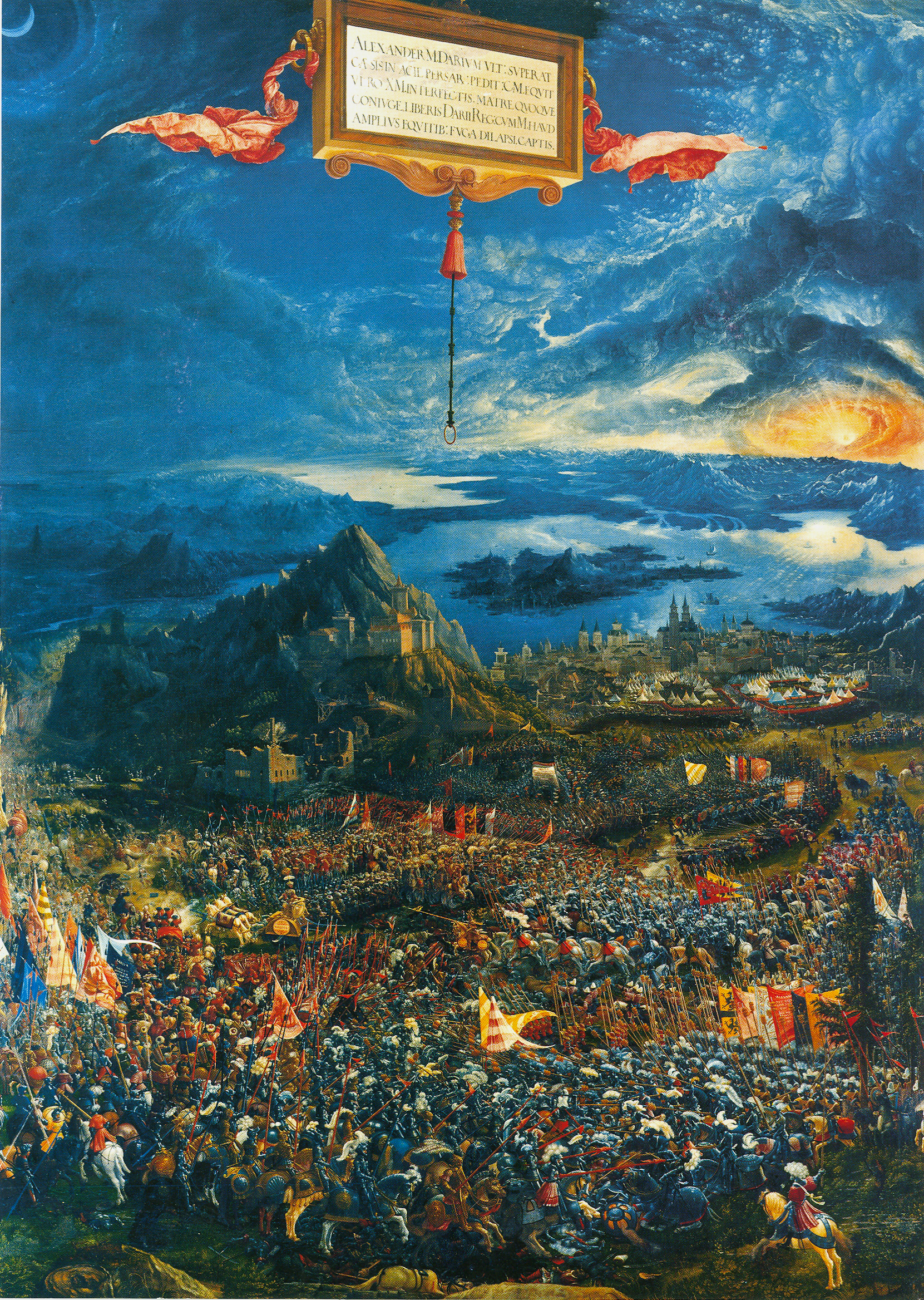
Altdorferův obraz Alexandrova bitva je vystaven v Alte pinakothek.

### Alte Pinakothek v Mnichově
Muzeum Alte Pinakothek (Stará pinakotéka) bylo stavěno z iniciativy vévody Ludvíka I. architektem Leo von Klenze roku 1826 – 1836. Muzeum se mělo stát galerií pozoruhodné umělecké sbírky, kterou v Bavorsku za více než tři sta let shromáždil panovnický rod Wittelsbachů.
Základem sbírek byla kolekce vévody Viléma IV. Bavorského a jeho manželky Jakobey z Badenu, kteří vlastnili významné historické obrazy od německých umělců, aby zdobili svůj letohrádek Lusthaus.
Z děl jejich kolekce je nejvýznamnější Altdorferův obraz Alexandrova bitva, který je v galerii vystaven dodnes.

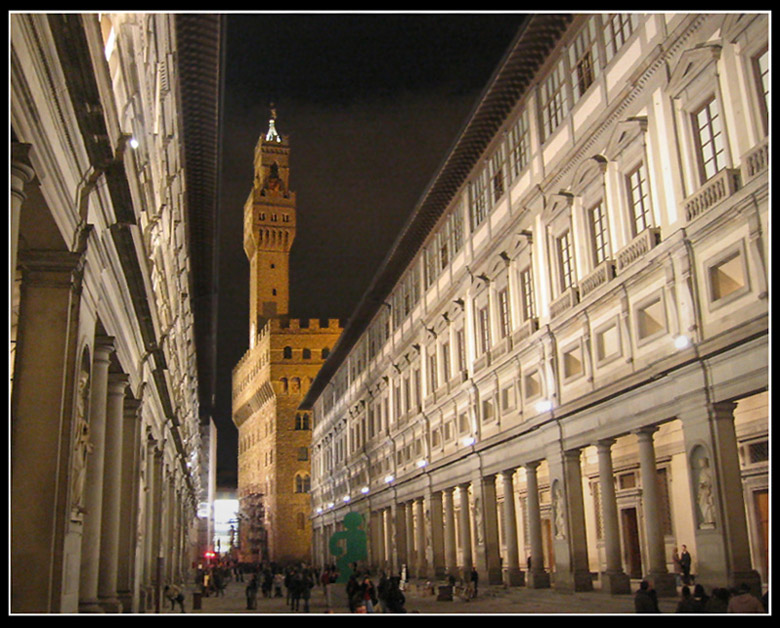
Budova galerie Uffizi

### Uffizi ve Florencii
Galerie ve Florencii představuje největší renesanční pinakotéku. Budova muzea původně měla být sídlem třinácti florentských magistratur, úřadů, které byly pověřeny správou Florentské republiky. Cosimo I. de'Medici v roce 1561 rozhodl o tom, že Uffizi budou sídlit v blízkosti paláce della Signoria, aby je mohl lépe kontrolovat.

### Gallerie dell’Accademia v Benátkách
Gallerie v Benátkách vlastní nejvýznamnější kolekci benátského malířství od 14. do 18. století. V 19. století se muselo Rakousko v souladu s literou prešpurského míru vzdát svého postavení na Apeninském poloostrově a Benátky, které se tak zbavily tisícileté autonomie, se staly součástí Italského království vytvořeného Napoleonem.
V tomto období umělecké předměty, které nebyly prodány nebo se neztratily, byly soustředěny v Accademii s didaktickým účelem.

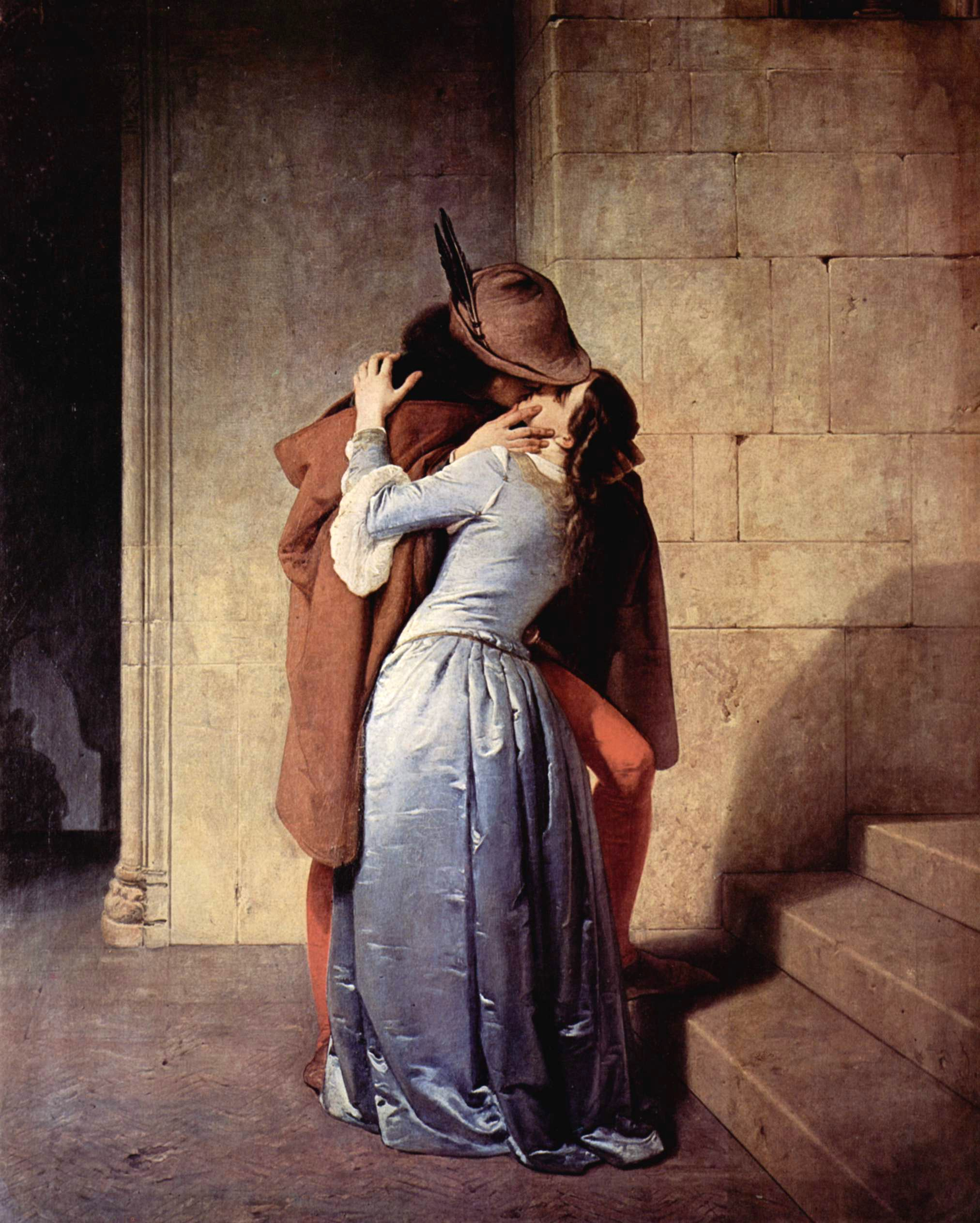
Hayezův Polibek (1859).

### Pinacoteca di Brera v Miláně
V pozdně barokním paláci se nachází sbírka renesančního umění zejména z Benátek, Lombardie. Pinakotéka vznikla za vlády Napoleona Bonaparta jako obdoba pařížského Louvru. Stejně jako Louvre zahrnuje prostřednictvím vybraných děl dějiny evropského umění. Výjimečně je tu soustředěno neobvykle velké množství fresek ze 14. až 16. století a rozměrných oltářních obrazů. V roce 1803 se Pinacoteca stala součástí Accademie delle Belle Arti.
Za nejvýznamnějšími díla v této galerii jsou obrazy Oltář Montefeltro (1472 až 1474) od Piera della Francesca a Oplakávání mrtvého Krista (kolem 1506) od Andrea Mantegny. Je tu uložen i jeden z nejvýznamnějších italských obrazů 19. století, Hayezův Polibek (1859).

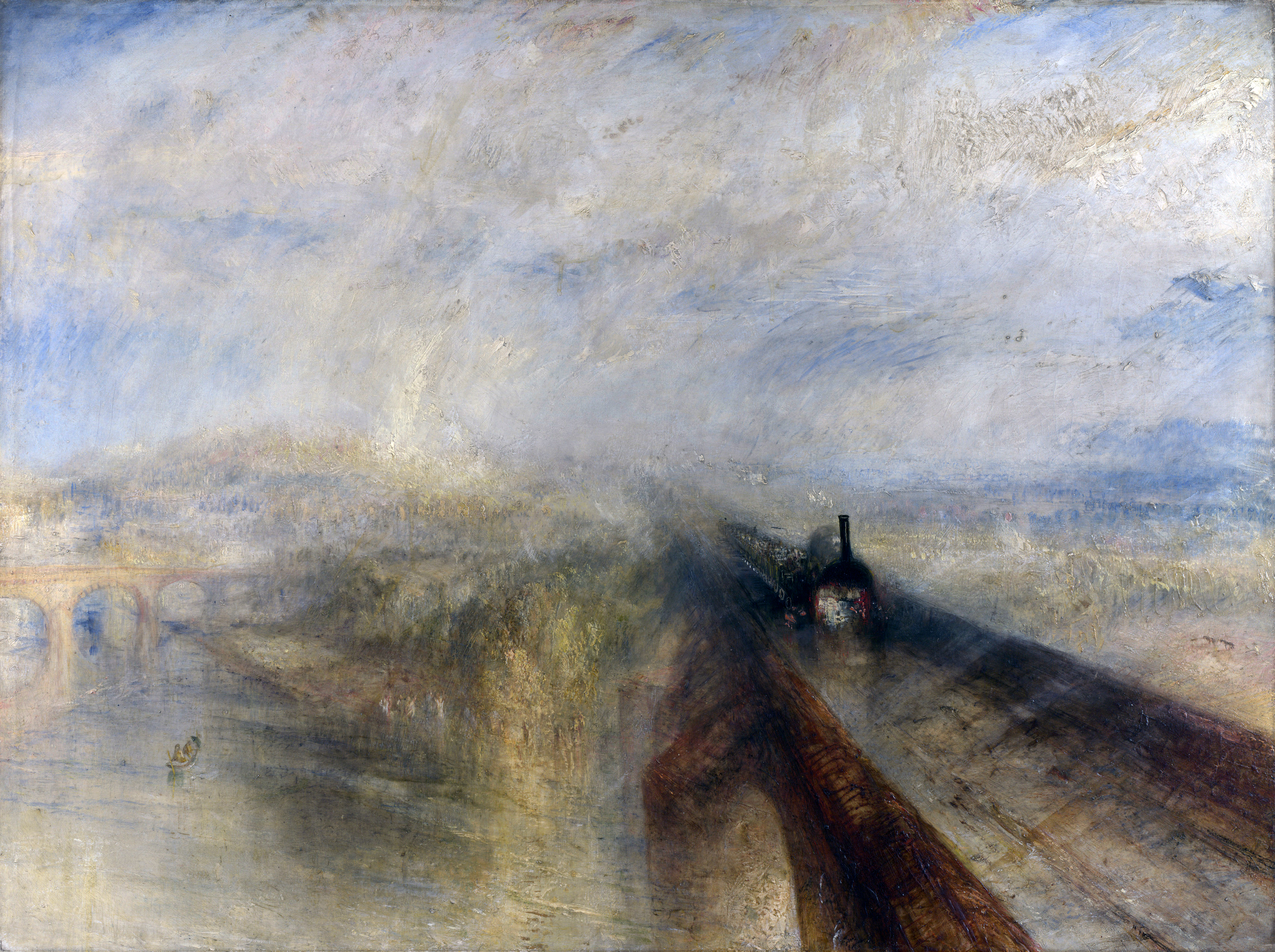
Joseph Mallord William Turner: Déšť, pára, rychlost, 1844, Národní galerie v Londýně.

### National gallery v Londýně
Galerii založili v 19. století sběratelé a obchodníci na rozdíl od Louvru na podnět druhého hraběte z Liverpoolu Roberta Bankse Jenkinsona, který chtěl shromáždit díla významných malířských škol a zpřístupnit je široké veřejnosti. V 1824 hrabě koupil uměleckou sbírku od zakladatele banky Lloyds, obchodníka Johna Julia Angersteina, která se stala základem fondů národní galerie. National Gallery v Londýně byla otevřena v roce 1824. Stávající prostory nedokázaly rozrůstající se sbírku pojmout, a tak se v roce 1838 byla galerie přesunuta do současného sídla na Trafalgar Square.
Vstup je již od roku 1838 zdarma.
Podobizna manželů Arnolfiniových (1434) od Jana van Eycka patří k nejzajímavějším exponátům společně s obrazem od Leonarda da Vinci Svatá Anna samotřetí (1500 až 1505), Caravaggiovu Večeři v Emauzích či Paridův soud od Petra Paula Rubense.